# Astrônomo Real Britânico

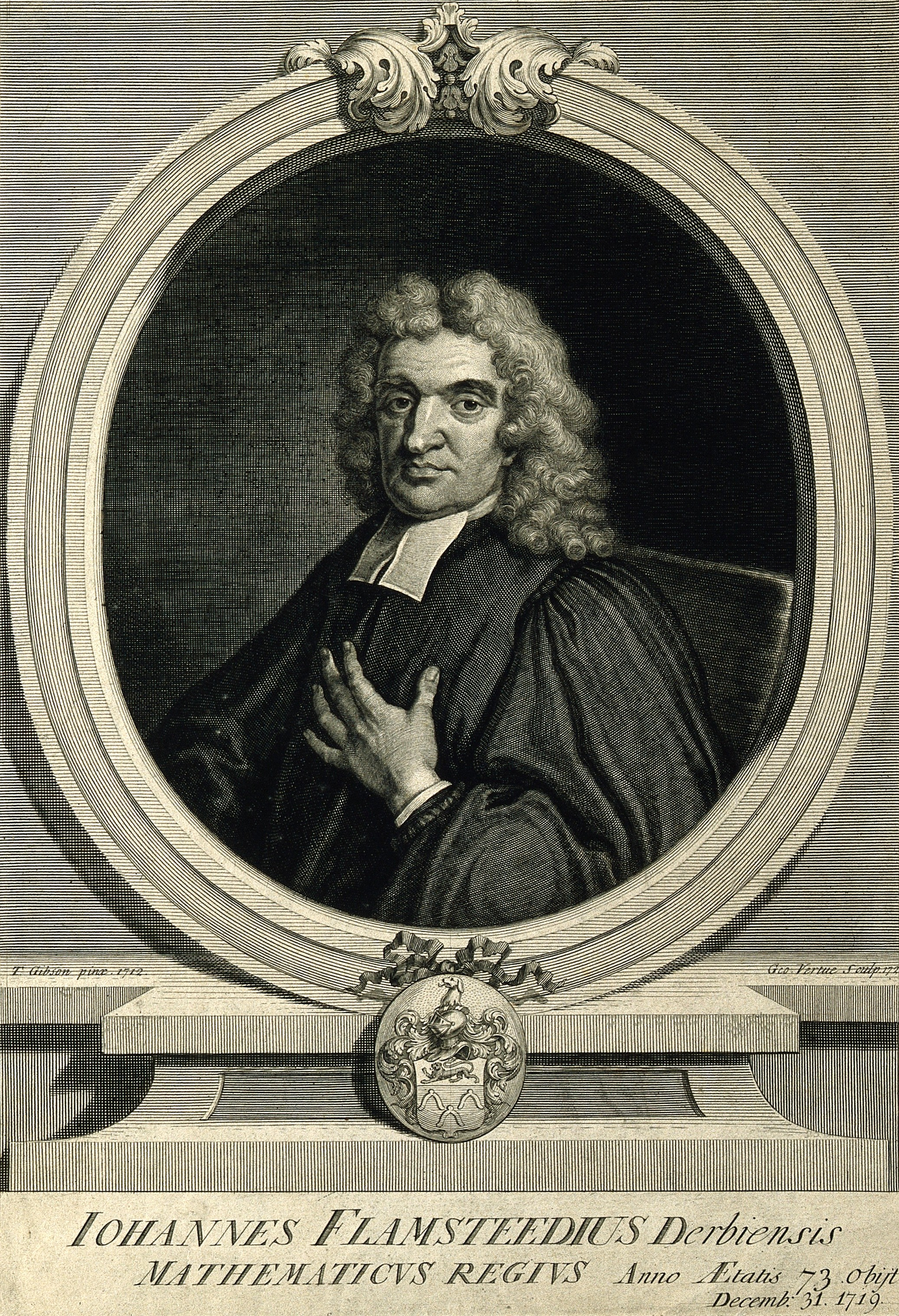
John Flamsteed

Astrônomo Real Britânico é um alto posto da The Royal Household do Reino Unido. De fato são dois postos oficiais: o principal é o Astrônomo Real Britânico criado em 22 de junho de 1675 e o segundo é o Astrônomo Real da Escócia criado em 1834.
O rei Carlos II, que fundou o Observatório Real de Greenwich em 1675, instruiu o primeiro Astrônomo Real John Flamsteed:
| “ | (O Astrônomo Real Britânico deve) aplicar-se com uma assistência o mais exata e dedicada possível para corrigir as tabelas dos movimentos do céu e os locais das estrelas fixas, de modo a descobrir a longitude dos lugares desejados, com vistas ao aperfeiçoamento da arte da navegação. | ” |

Até 1972, o ocupante do cargo também era diretor do Observatório Real de Greenwich. Recebe, desde de sua criação, uma ajuda de custos de cem libras esterlinas por ano e é um membro da The Royal Household sob a autoridade do Camareiro-mor. Depois da separação em dois postos, a posição de Astrônomo Real é meramente honorária, entretanto ele é responsável por aconselhar o monarca em questões relacionadas a Astronomia, além de possuir um grande prestígio.

## Astrônomos reais
Os astrônomos reais:
| Nº | Início | Término | Nome                         | Monarca                  | Período    |
| -- | ------ | ------- | ---------------------------- | ------------------------ | ---------- |
| 1  | 1675   | 1720    | John Flamsteed               | Carlos II                | 1675–1685  |
| 1  | 1675   | 1720    | John Flamsteed               | Jaime II                 | 1685–1688  |
| 1  | 1675   | 1720    | John Flamsteed               | Guilherme III e Maria II | 1688–1702  |
| 1  | 1675   | 1720    | John Flamsteed               | Ana                      | 1702–1707  |
| 1  | 1675   | 1720    | John Flamsteed               | Jorge I                  | 1707–1720  |
| 2  | 1720   | 1742    | Edmond Halley                | Jorge I                  | 1720–1727  |
| 2  | 1720   | 1742    | Edmond Halley                | Jorge II                 | 1727–1742  |
| 3  | 1742   | 1762    | James Bradley                | Jorge II                 | 1742–1760  |
| 3  | 1742   | 1762    | James Bradley                | Jorge III                | 1760–1762  |
| 4  | 1762   | 1764    | Nathaniel Bliss              | Jorge III                | 1762–1764  |
| 5  | 1765   | 1811    | Nevil Maskelyne              | Jorge III                | 1764–1811  |
| 6  | 1811   | 1835    | John Pond                    | Jorge III                | 1811–1820  |
| 6  | 1811   | 1835    | John Pond                    | Jorge IV                 | 1820–1830  |
| 6  | 1811   | 1835    | John Pond                    | Guilherme IV             | 1830–1835  |
| 7  | 1835   | 1881    | George Biddell Airy          | Guilherme IV             | 1835–1837  |
| 7  | 1835   | 1881    | George Biddell Airy          | Vitória                  | 1837–1881  |
| 8  | 1881   | 1910    | William Christie             | Vitória                  | 1881–1901  |
| 8  | 1881   | 1910    | William Christie             | Eduardo VII              | 1901–1910  |
| 9  | 1910   | 1933    | Frank Watson Dyson           | Jorge V                  | 1910–1933  |
| 10 | 1933   | 1955    | Harold Spencer Jones         | Jorge V                  | 1933–1936  |
| 10 | 1933   | 1955    | Harold Spencer Jones         | Eduardo VIII             | 1936       |
| 10 | 1933   | 1955    | Harold Spencer Jones         | Jorge VI                 | 1936–1952  |
| 10 | 1933   | 1955    | Harold Spencer Jones         | Isabel II                | 1952–1955  |
| 11 | 1956   | 1971    | Richard van der Riet Woolley | Isabel II                | 1955–1971  |
| 12 | 1972   | 1982    | Martin Ryle                  | Isabel II                | 1972–1982  |
| 13 | 1982   | 1990    | Francis Graham-Smith         | Isabel II                | 1982–1990  |
| 14 | 1990   | 1995    | Arnold Wolfendale            | Isabel II                | 1990–1995  |
| 15 | 1995   | atual   | Martin Rees                  | Isabel II                | 1995–2022  |
| 15 | 1995   | atual   | Martin Rees                  | Carlos III               | 2022–atual |